# エドウィン・デンビ (政治家)

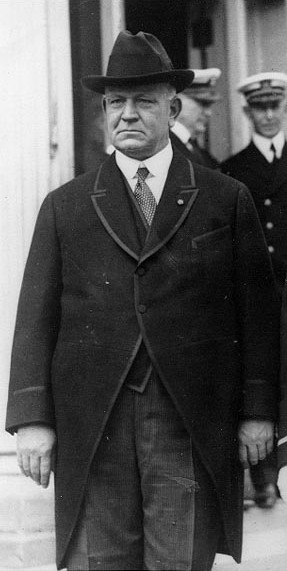
エドウィン・デンビ

エドウィン・デンビ（Edwin Denby, 1870年2月18日 - 1929年2月8日）は、アメリカ合衆国の弁護士、政治家。1921年から1923年まで第42代アメリカ合衆国海軍長官を務めた。ウォレン・ハーディング政権最大の汚職事件ティーポット・ドーム事件で悪い脚光を浴びた。

## 生い立ちと家族
1870年、デンビはインディアナ州エヴァンズヴィルで生まれた。父親はインディアナ州下院議員チャールズ・ハーヴェイ・デンビ、母親は合衆国上院議員グラハム・ニューウェル・フィッチの娘のマーサ・フィッチ (Martha Fitch, 1835-1906) であった。
デンビはエヴァンズヴィルで初等教育を受けた後、1885年に父親とともにアジアの清に渡った。デンビは1887年から1894年まで海関で働いた。その後デンビは合衆国に戻り、1896年にミシガン大学法学大学院を卒業した。
1911年3月18日、デンビはミシガン州デトロイトにおいて地元の一般家庭の娘マリアン・バートレット・サーバー (Marian Bartlett Thurber 1885-????) と結婚した。デンビ夫妻は以下の子供をもうけた。
- エドウィン・デンビ (Edwin Denby, 1912-1942)
- マリアン・デンビ (Marian Denby, 1917-1999)

## 初期の政治活動
デンビは大学院修了後、ミシガン州から弁護士として認可を受け、デトロイトで弁護士業を開業した。デンビは1903年にミシガン州下院議員に選出された。デンビは州下院議員を1905年まで1期2年務めた。1905年、デンビは共和党の党員として、ミシガン州から合衆国下院議員に選出された。デンビは合衆国下院議員を1911年まで3期6年務めた。デンビは1910年に4選目を目指した合衆国下院議員選挙に立候補したが、敗北した。デンビは合衆国下院議員退任後、デトロイトで弁護士業を再開した。
デンビは1916年にデトロイト通商委員会の委員長を務めた。1917年、合衆国が第一次世界大戦の参戦を決めると、デンビは合衆国海兵隊に二等兵として入隊した。デンビは1919年に少佐として海兵隊を退役した。

## 海軍長官

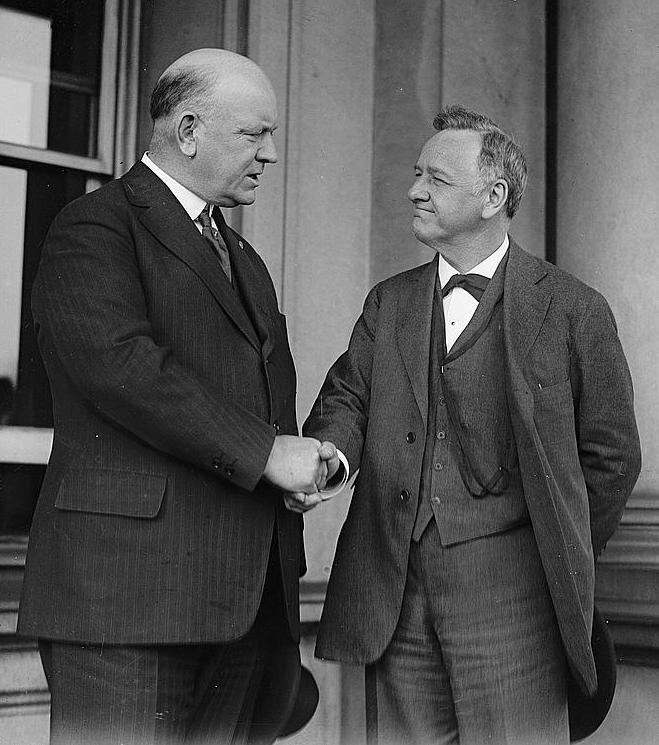
前任の海軍長官ジョセファス・ダニエルズ（右）から引継ぎを行うデンビ（左）

1921年3月、ウォレン・ハーディングが大統領に就任すると、ハーディングはデンビを海軍長官に任命した。
1922年、内務長官アルバート・フォールはワイオミング州ティーポット・ドームとカリフォルニア州エルク・ヒルズにある合衆国海軍の油田を内務省に移管することをハーディング大統領に認めさせた。デンビも海軍長官として、これを認めた。
だが管轄が内務省に移ると、内務長官フォールはワイオミング州の油田を含んだ国有地を、他の西部国有地とともに民間企業家に貸与した。フォールはその見返りとして40万ドルを超える莫大な賄賂を手にした（ティーポット・ドーム事件）。
ウォール・ストリート・ジャーナルはこの事件をスクープし、合衆国上院ではこの事件についての調査開始を決定した。このときハーディング大統領は、海軍長官デンビと内務長官フォールを一貫して擁護し続けた。
事件に関する調査は、1923年10月に開始された。そしてこの事件は1924年初頭に合衆国議会で大問題として取り上げられた。デンビは事件の責任を問われ、フォールとともに辞任に追い込まれた。事件はその後、フォールの逮捕へと発展した。

## 晩年
海軍長官辞任後、デンビはデトロイトに戻り、弁護士業を再開した。そして1929年、デンビはデトロイトで死去した。デンビの遺体はデトロイト市内のエルムウッド墓地に埋葬された。